# Лещинер, Дмитрий Владимирович
Дмитрий Владимирович Лещинер (17 апреля 1915, Боярка, Киевская губерния — 8 октября 1996, Москва) — советский конструктор самолётов, Герой Социалистического Труда.

## Биография

### Ранние годы
Дмитрий Владимирович Лещинер родился 17 апреля 1915 года в селе Боярка-Будаевка (ныне — город Боярка в Киево-Святошинском районе Киевской области Украины). В 1931 году устроился работать деталировщиком в Военно-воздушную инженерную академию имени Н. Е. Жуковского, годом позже занял должность чертёжника-конструктора в авиационном техникуме при Центральном аэрогидродинамическом институте в городе Жуковском Московской области. В 1934 году Лещинер окончил этот техникум, затем курсы при ОКБ по изучению аэродинамики самолёта с дозвуковыми и сверхзвуковыми скоростями полёта.

### Работа в авиационной промышленности
С 1934 года Лещинер работал в ОКБ Н. Н. Поликарпова и ОКБ Г. М. Бериева. В 1936 году он был переведен на завод № 39 Народного комиссариата оборонной промышленности СССР. Прошёл путь от инженера-конструктора до начальника бюро эскизного проектирования этого завода. Участвовал в разработке более чем 50 видов самолётов, большая часть из которых была запущена в серийное производство.
Лещинер автор и соавтор около 50 патентов на изобретения в СССР, а также 7 иностранных патентов на изобретения.

### Смерть
Дмитрий Владимирович Лещинер умер 8 октября 1996 года. Он похоронен в городе Домодедово Московской области.

### Семья
- Сын — Лещинер Александр Дмитриевич
- Внук — Зайцев Арсений Александрович
- Правнук — Зайцев Никита Арсеньевич

## Награды и звания
- Ленинская премия (1970), за создание межконтинентального пассажирского самолёта Ил-62[3][4]
- Герой Социалистического Труда (1981)[3].
- Два ордена Ленина (1969, 1981)[4]
- Ордена Октябрьской Революции (1976)[4], Трудового Красного Знамени (1941)[5], Красной Звезды (1943)[6], два ордена «Знак Почёта» (1945[7], 1957[4]), медали[3]
- Почётный авиастроитель СССР[3].